# One Piece - Avventura all'Isola Spirale
One Piece - Avventura all'Isola Spirale (ONE PIECE ねじまき島の冒険?, Wan Pīsu: Nejimaki Shima no bōken) è un film del 2001 diretto da Junji Shimizu. È il secondo mediometraggio anime basato sulla serie manga shōnen One Piece di Eiichirō Oda. Fu distribuito in Giappone dalla Toei Company il 3 marzo 2001 come parte della Toei Anime Fair, insieme a Digimon Adventure 02: Diaboromon no gyakushū; in totale il doppio spettacolo incassò tre miliardi di yen. Al film fu abbinato un cortometraggio intitolato Jango no Dance Carnival.

## Trama
Mentre la ciurma di Cappello di Paglia si gode una calda giornata in spiaggia, la Going Merry con tutte le loro attrezzature e armi viene rubata. Una settimana dopo, con addosso dei vestiti da cerimonia nuziale presi a noleggio e imbarcati su un pedalò per una persona, si mettono in viaggio per andare a cercare i loro beni perduti. In mare incontrano il bambino Akisu e il giovane Bolodo, due fratellastri ladri che dicono di avere come scopo quello di rubare l'orologio di diamante dell'Isola Spirale. In realtà i due hanno rubato la Going Merry e l'hanno portata all'Isola Spirale per fare in modo che la ciurma combatta contro i fratelli Trump, un altro gruppo di pirati che da anni occupa l'Isola Spirale costringendo i suoi abitanti a costruire armi. I fratelli Trump attaccano la ciurma di Cappello di Paglia e ne segue una breve battaglia, durante la quale la nave dei Trump viene distrutta e Nami rapita.
Utilizzando semplici pezzi di legno per rimanere a galla e una vela improvvisata per la propulsione, il gruppo riesce a raggiungere la base dell'Isola Spirale. Una lunga scala circolare, allacciata a trappole mortali, conduce fino all'isola effettiva. Lì Nami fa la conoscenza del capitano dei fratelli Trump, Bear King, che la prende in simpatia e decide di farne la sua sposa. Alla fine i fratelli Trump e gli altri membri della ciurma di Cappello di Paglia raggiungono la fine della scalinata e si dirigono verso l'isola principale. Di fronte a loro appare un bellissimo paesaggio, ma i cittadini dell'isola non sono dell'umore giusto per apprezzarlo. Non sapendo che Akisu è il loro figlio, una coppia racconta al gruppo del passato dell'isola. Quindi la ciurma assalta la roccaforte dei fratelli Trump, costruita attorno alla vite che tiene in piedi l'isola. Uno dopo l'altro i membri della ciurma vengono catturati, finché non rimane solo Monkey D. Rufy. Una volta raggiunto il punto più alto della roccaforte e liberata la sua ciurma, Rufy sconfigge i fratelli Trump insieme ai suoi compagni e la vite dell'isola viene distrutta. L'Isola Spirale si schianta nell'oceano, ma Akisu scopre di essere figlio di due ricercatori dell'isola che lo abbandonarono prima dell'arrivo dei Trump sperando di fare in modo che avesse una vita migliore; il bambino decide però di continuare a navigare con Bolodo. La ciurma di Cappello di Paglia, riappropriatasi della Going Merry, riprende il viaggio.

## Personaggi
- Akisu (アキース?, Akīsu) è uno dei fratelli che vanno in cerca della nave rubata alla ciurma. Akisu e Bolodo, però, non sono fratelli di sangue poiché quest'ultimo trovò Akisu ancora bambino in mare e, da allora, lo considera suo fratello. Verrà, poi, a sapere che i suoi genitori non sono morti, ma vivono sull'Isola Spirale. Cerca di salvare Bolodo da Bear King quando quest'ultimo vuole utilizzare il suo cannone. Dopo la sua sconfitta, Akisu riabbraccia i suoi genitori, ma, nonostante ciò, decide di restare con Bolodo.
- Bolodo (ボロード?, Borōdo) è il fratello maggiore di Akisu. Cercando, con Akisu, la nave della ciurma, Bolodo scopre che è stata rubata dai fratelli Trump e si dirige verso il loro castello. Mentre cade, insieme a Rufy e Zoro, in una trappola, racconta che è stato lui a rubare la loro nave in modo che potessero sconfiggere Bear King una volta per tutte e riferisce loro che Akisu, in realtà, non è il suo vero fratello. Dopo la sconfitta dei Trump, fa conoscere ad Akisu i suoi genitori, ma, con grande stupore, decide di rimanere con Bolodo e di considerarlo il suo vero e unico fratello.
- Bear King (ベアキング?, Bea Kingu) è il capitano della ciurma dei fratelli Trump (トランプ海賊団?, Toranpu kaizoku-dan) che regna incontrastata sull'Isola Spirale. Sulla sua testa pende una taglia di 11.600.000 berry.[2] Ha mangiato il frutto del diavolo Metal Metal (カチカチの実?, Kachi Kachi no Mi), il quale rende il suo corpo resistente come la roccia e capace di produrre calore dalle mani con le quali sferra potenti attacchi. Il suo attacco più ricorrente è l'Hot Boiling Special (ホットボーリングスペシャル?), con il quale Bear King colpisce il nemico dopo aver aumentato la temperatura dei suoi pugni. Egli si è impossessato dell'isola per sette anni nei quali forza gli scienziati a costruire un enorme cannone, il King Cannon, grazie al quale spera di diventare il Re dei pirati. Inoltre, costringe Nami a sposarlo quando i suoi scagnozzi la catturano. Viene sconfitto da Rufy, dopo un duro combattimento, che rispedisce indietro un colpo del cannone di Bear King grazie al Gom Gom Slingshot e lo scaraventa con esso giù dalla torre.
- Honey Queen (ハニークィーン?, Hanī Kuīn) è un membro della ciurma dei fratelli Trump. Sulla sua testa pende una taglia di 7.800.000 berry.[2] Ha ingerito il frutto Rogia Melt Melt (トロトロの実?, Toro Toro no Mi), con il quale è capace di tramutare il suo corpo in una sostanza simile al metallo liquido, ma, a differenza degli altri utilizzatori dei Rogia, è costretta a denudarsi prima di utilizzare il suo potere poiché esso non trasforma anche i vestiti. Insieme a Boo Jack, cattura prima Nami e, poi, Sanji. Finisce con l'essere sconfitta dalla ciurma di Rufy, precisamente da Nami. Infatti Honey Queen si spaventa vedendo la potenza della ciurma e tenta di scappare attraverso dei tubi, ma Nami, cogliendola alla sprovvista, la fa uscire da un rubinetto e la rinchiude dentro un barattolo di vetro.
- Boo Jack (ブージャック?, Bū Jakku) è un membro della ciurma dei fratelli Trump. Sulla sua testa pende una taglia di 3.200.000 berry.[2] Veste uno strano copricapo, a forma di muso di maiale, ed è molto grasso. Come arma, utilizza una particolare armatura, chiamata Armatura Toge Toge (トゲトゲ鎧?, Toge Toge Yoroi), con la quale è in grado di creare delle piccole palle bianche ricoperte di enormi spuntoni che lancia addosso ai nemici; può, inoltre, ricoprire tutta l'armatura di spuntoni, così da racchiudersi su sé stesso e lanciarsi a forte velocità sul nemico. Spesso è in coppia con Honey Queen per ovviare alla sua non molto elevata forza fisica. Combatte contro Sanji, il quale, non riuscendo a colpirlo bene a causa delle sue punte, viene ferito ai piedi in quanto le sue scarpe sono rimaste sulla Going Merry. Riavute le scarpe lo sconfigge senza difficoltà.
- Pin Joker (ビンジョーカー?, Pin Jōkā) è un membro della ciurma dei fratelli Trump. Sulla sua testa pende una taglia di 9.900.000 berry.[2] È lo spadaccino del gruppo e lavora quasi sempre in coppia con Skunk One. Sembra conoscere molto bene Zoro; infatti, sostiene che i due si sono scontrati in passato e che Zoro, oltre ad averlo sconfitto, è stato colui che ha procurato l'enorme cicatrice che Pin Joker porta sulla faccia. Zoro, comunque, non sembra ricordarsi chi sia lui affermando che dimentica facilmente gli avversari deboli e indegni. Pin Joker riesce a chiuderlo in una gabbia e, dopo avergli sparato addosso molti dei suoi dardi, lo sconfigge; ma, più tardi, Zoro si riprende e, dopo avere ritrovato le sue tre spade, affronta di nuovo Pin Joker sconfiggendolo facilmente.
- Skunk One (スカンクワン?, Sukanku Wan) è un membro della ciurma dei fratelli Trump. Sulla sua testa pende una taglia di 6 milioni di berry.[2] Combatte al fianco di Pin Joker poiché non ha una gran forza fisica. È solito utilizzare un congegno che spara un gas particolare (grazie al quale può anche volare per brevi tratti) che paralizza i nemici e li indebolisce per poi poterli attaccare. Grazie al suo congegno, riesce a mettere in difficoltà la ciurma di Cappello di Paglia e a catturare Usop; tuttavia, questi, dopo essersi ripreso, riesce a sconfiggere Skunk One lanciandogli una "Stella di Fuoco" nell'apertura dell'apparecchio che usa per sparare gas mentre Skunk One stava volandogli addosso facendolo esplodere e scagliandolo via.

## Distribuzione

### Edizione italiana
L'edizione italiana del film fu trasmessa a Natale del 2004 su Italia Teen Television. Il doppiaggio venne eseguito dalla Merak Film e diretto da Marcello Cortese e Sergio Romanò su dialoghi di Antonella Marcora e dello stesso Romanò. Rispetto al film precedente, il cast vocale vede il cambiamento dei doppiatori di Danny, Donny e Denny che hanno un cammeo. I dialoghi italiani presentano varie edulcorazioni oltre a un palese errore: Boo Jack afferma infatti di aver mangiato un frutto del diavolo chiamato Ping Pong, cosa impossibile dato che il personaggio non ha alcun potere ed è un ottimo nuotatore.

### Edizioni home video
In Giappone il film è uscito in DVD il 21 ottobre 2001 e in Blu-ray Disc il 21 novembre 2009. In Italia è uscito in DVD e BD il 15 dicembre 2017 nel cofanetto One Piece Film Collection, distribuito da Koch Media.